# Rąbin (jezioro)
Rąbin (niem. Rüben See) – jezioro w Polsce położone w województwie zachodniopomorskim, w powiecie drawskim, w gminie Drawsko Pomorskie.
Akwen leży na Pojezierzu Drawskim, na północny wschód od miejscowości Zarańsko.